# Theodore Foster
 (novembre 2017).
Si vous disposez d'ouvrages ou d'articles de référence ou si vous connaissez des sites web de qualité traitant du thème abordé ici, merci de compléter l'article en donnant les références utiles à sa vérifiabilité et en les liant à la section « Notes et références ».
Theodore Foster (29 avril 1752 - 13 janvier 1828) est un avocat et homme politique américain du Rhode Island. Il était membre du Parti fédéraliste et plus tard du Parti national-républicain. Il a été l'un des deux premiers sénateurs américains du Rhode Island.

## Biographie
Foster est né à Brookfield, dans le Massachusetts. Il a été admis à l'association du barreau en 1771 et pratique le droit à Providence. Il épouse la sœur du futur gouverneur de Rhode Island Arthur Fenner.
Foster fait partie des conjurés dans l'affaire du Gaspée en 1772. Pendant la révolution américaine il se distingue comme un fervent partisan du général George Washington et de la cause fédéraliste.
Il est élu au Sénat des États-Unis le 12 juin 1790, réélu en 1791 et 1797 et siège jusqu'au 4 mars 1803. Il se retire alors de la vie publique pour écrire et s'adonner à la recherche historique. Il a été élu membre de l'American Antiquarian Society en 1820 et participe à la fondation de la Société historique de Rhode Island en 1822. Ses héritiers ont vendu sa vaste collection de documents historiques à la Société en 1833. Beaucoup de ces documents sont inédits.
Foster est retourné à la vie publique pour servir dans la législature de l'État du Rhode Island de 1812 à 1816.

## Famille
Le père de Foster était le juge Jedediah Foster de la Cour suprême du Massachusetts, diplômé de l'université Harvard en 1744. 
Son frère cadet Dwight Foster représenta le Massachusetts à la Chambre des représentants, puis au Sénat.

## Source
- (en) Cet article est partiellement ou en totalité issu de l’article de Wikipédia en anglais intitulé « Theodore Foster » (voir la liste des auteurs).